# Gulhalsad tangara
Gulhalsad tangara (Hemithraupis ruficapilla) är en fågel i familjen tangaror inom ordningen tättingar.

## Utseende
Gulhalsad tangara är en liten och tunnäbbad tangara. Hanen är färgglad med kanelrött huvud, gul halssida och orange på strupe och övergump. Ovansidan är olivgrön, liksom stjärten, medan undersidan är smutsvit. Honan är rätt enfärgad olivgrön med grå flanker, i stort sett identisk med guiratangara.

## Utbredning och systematik
Gulhalsad tangara förekommer enbart i östra och sydöstra Brasilien och delas in i två underarter med följande utbredning:
- H. r. ruficapilla – sydöstra Brasilien (södra Minas Gerais och Espírito Santo till Santa Catarina)
- H. r. bahiae – östra Brasilien (sydöstra Bahia)

## Levnadssätt
Gulhalsad tangara hittas i skogsbryn och öppnare skogar. Där ses den röra sig rastlöst uppe i trädkronorna, ofta som en del av kringvandrande artblandade flockar.

## Status och hot
Arten har ett stort utbredningsområde, men tros minska i antal, dock inte tillräckligt kraftigt för att den ska betraktas som hotad. Internationella naturvårdsunionen IUCN listar arten som livskraftig (LC).